# Tareq Aziz
Tāreq ʿAzīz o Tāriq ʿAzīz, pseudonimo di Mikhail Yuhanna (in arabo: طارق عزيز, in siriaco: ܜܪܩ ܥܙܝܙ) (Tel Keppe, 28 aprile 1936 – Nassiriya, 5 giugno 2015) è stato un politico e diplomatico iracheno.

## Biografia

### Gli incarichi durante il governo di Saddam Hussein
Tāreq ʿAzīz, nato da famiglia di fede cattolica caldea, è stato ministro degli esteri (1983-1991) e vice-primo ministro (1979-2003) dell'Iraq sotto il governo di Saddam Hussein, di cui ʿAzīz è stato anche consigliere per molti anni. Pur essendo Saddām Hussein sia Presidente sia Primo ministro dell'Iraq, ʿAzīz spesso ricoprì il ruolo di capo del governo de facto. Per ragioni di sicurezza, infatti, raramente Saddām Hussein lasciava il territorio iracheno e di conseguenza ʿAzīz rappresentava il paese al suo posto nei summit diplomatici.

### Detenzione e processi
È stato il 25º e, prima, il 43º fra i 55 uomini più ricercati dalla coalizione durante l'invasione dell'Iraq, fino ad arrendersi, il 24 aprile del 2003, benché avesse in precedenza detto che avrebbe preferito morire piuttosto che cadere nelle mani degli invasori. Non è certo dove sia stato detenuto, ma secondo PeaceReporter si sarebbe trovato nella prigione di Camp Cropper, vicino a Baghdad. È stato accusato di aver preso parte alla decisione di uccidere 42 persone da parte di un blitz della polizia irachena avvenuto nel 1999, questione conosciuta anche con il nome de "i fatti della preghiera del venerdì".
La sua odissea giudiziaria ha vissuto fasi altalenanti: il 2 marzo 2009 è stato assolto dalle accuse mosse nei suoi confronti e liberato, ma pochi giorni dopo venne ritenuto colpevole di crimini contro l'umanità e condannato a 15 anni di carcere. Il 2 agosto dello stesso anno Aziz è stato condannato a sette anni di carcere per aver contribuito a pianificare la deportazione dei curdi dal nord Iraq.
Sottoposto a più capi d'imputazione in relazione con la repressione delle rivolte sciite del 1991, il 26 ottobre 2010 viene condannato a morte, mediante impiccagione, per il ruolo che egli ha avuto nelle persecuzioni alla comunità sciita; la condanna è tuttavia rimasta sospesa a seguito delle proteste dell'Unione europea.

### Morte
Il 5 giugno 2015 la TV panaraba Al Jazeera ha riferito che Tareq Aziz è morto all'età di 79 anni a causa di un attacco cardiaco, sopravvenuto mentre era in carcere a Nassiriya. Qualche giorno dopo la sua morte, la salma è stata dapprima trafugata da un commando armato e poi ritrovata, mentre si trovava al Baghdad International Airport in attesa di esser trasferita in Giordania.